# Obies
Obies ist eine französische Gemeinde mit 655 Einwohnern (Stand 1. Januar 2022) im Département Nord in der Region Hauts-de-France. Sie gehört zum Kanton Aulnoye-Aymeries im Arrondissement Avesnes-sur-Helpe.

## Geografie
Die Gemeinde Obies liegt elf Kilometer westlich von Maubeuge. Sie grenzt im Norden an Bavay, im Osten an Mecquignies, im Süden an Locquignol und im Westen an L’Orée de Mormal.

## Bevölkerungsentwicklung
| Jahr                       | 1962 | 1968 | 1975 | 1982 | 1990 | 1999 | 2006 | 2013 | 2020 |
| Einwohner                  | 633  | 586  | 594  | 578  | 587  | 581  | 653  | 713  | 652  |
| Quellen: Cassini und INSEE |      |      |      |      |      |      |      |      |      |

## Sehenswürdigkeiten
- Schloss von Obies aus dem 18. Jahrhundert, Monument historique
- Kirche Saint-Achard aus dem 18. Jahrhundert
- Kapelle Notre-Dame-de-Miséricorde
- Bildstöcke
- Gefallenendenkmal

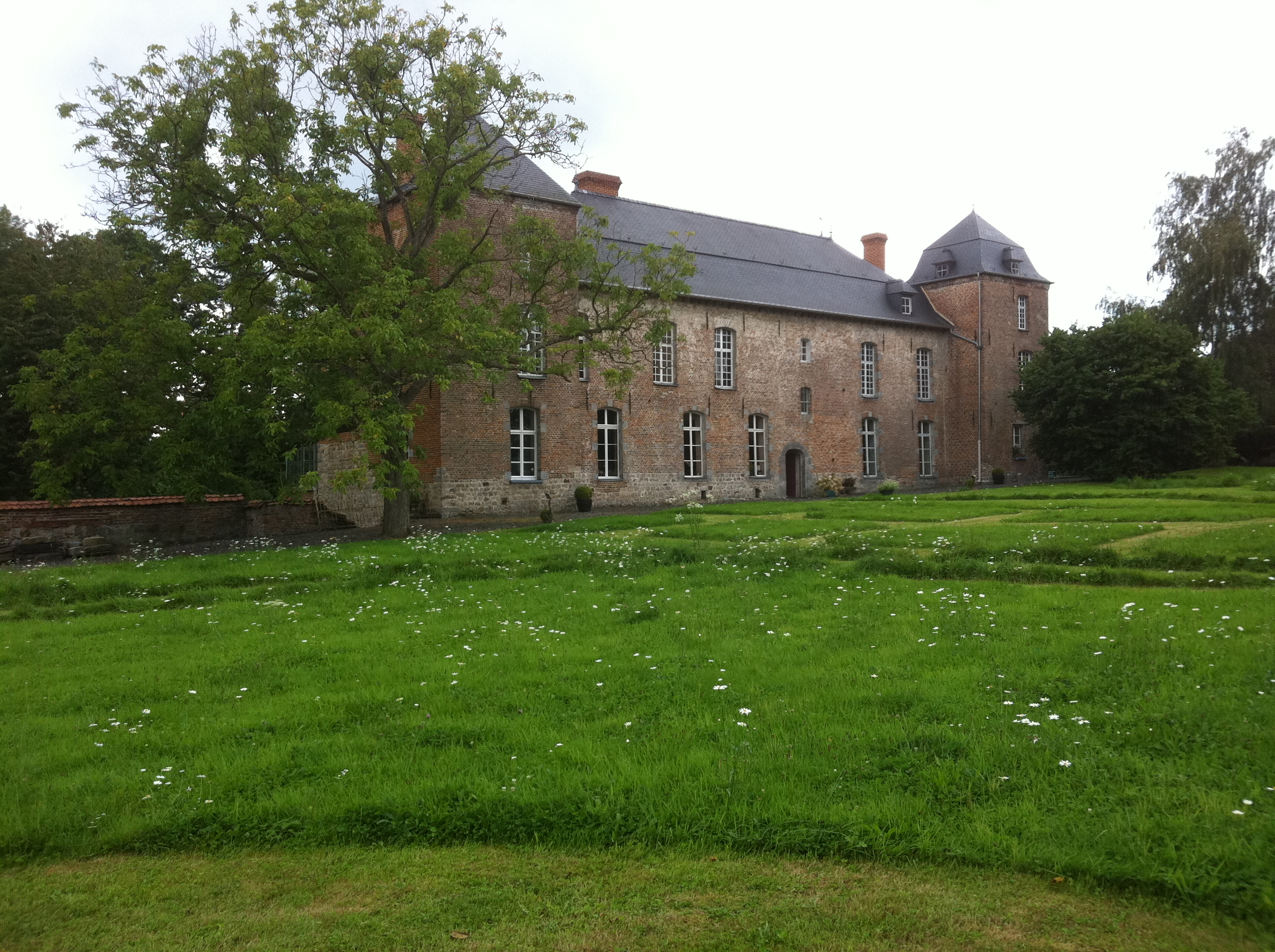
Schloss von Obies
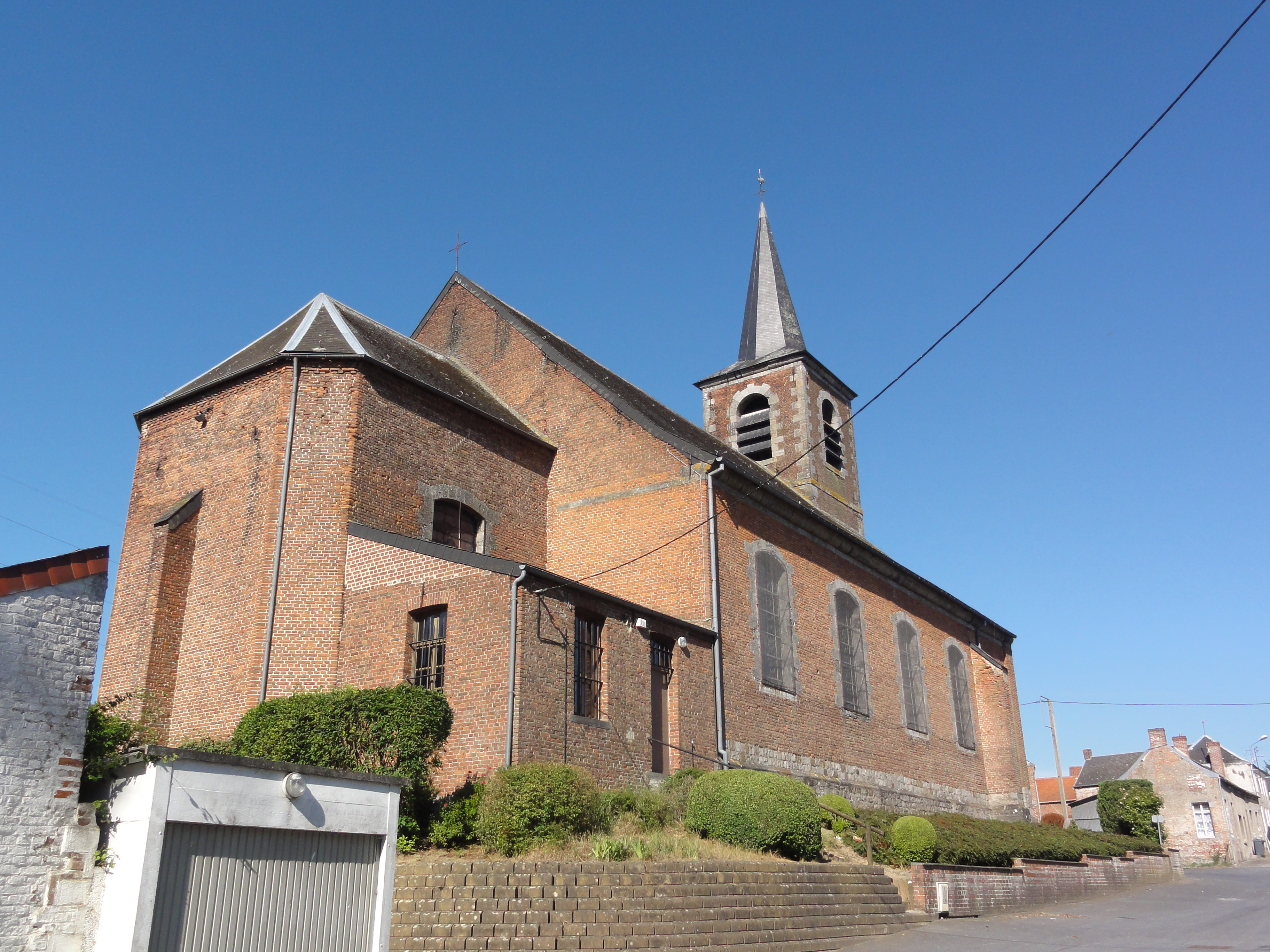
Kirche Saint-Achard
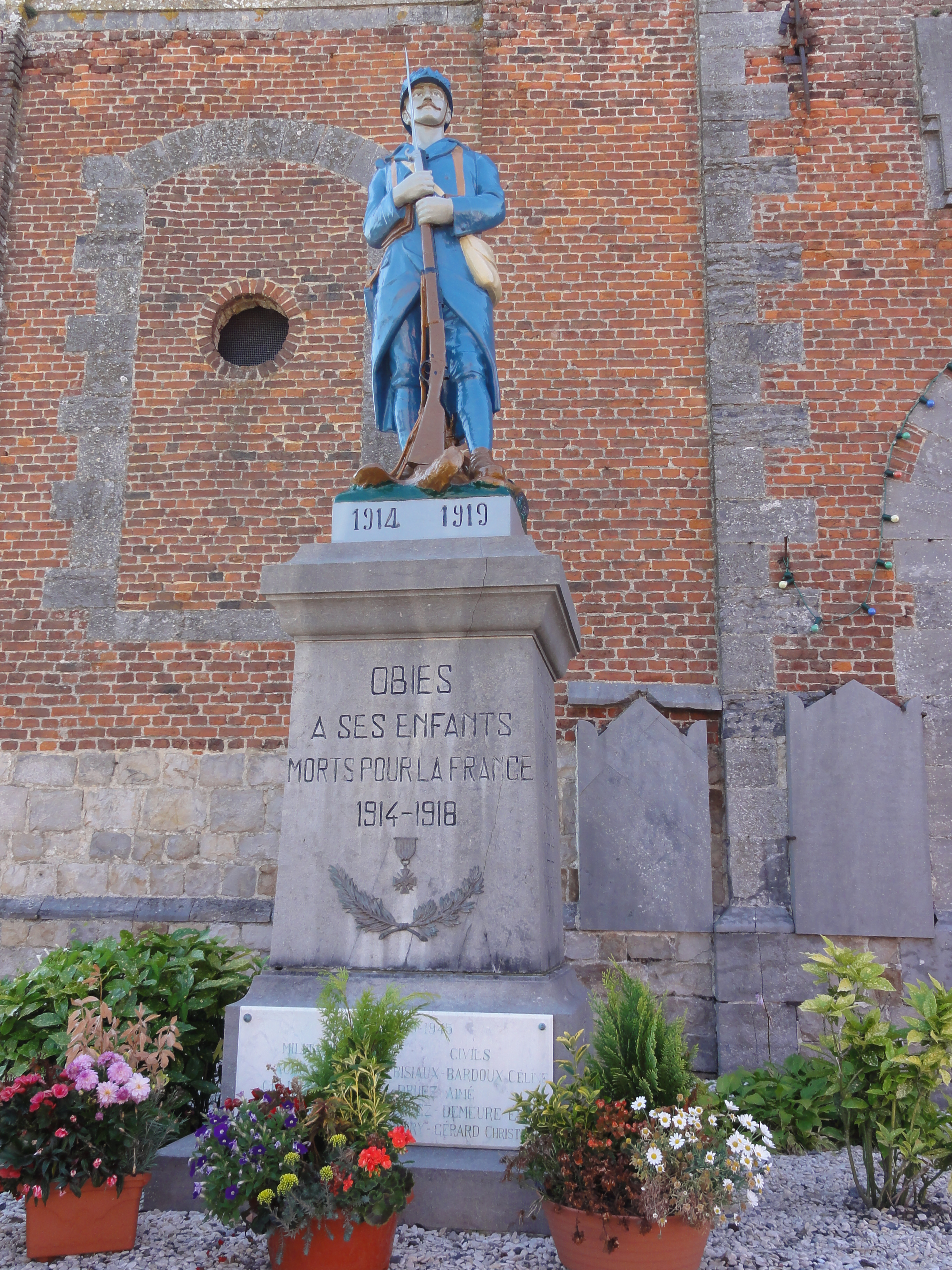
Gefallenendenkmal